# 陳思安 (1993年)
陳思安（英文名：Annie Chen，1993年2月12日—），台灣廣播電台主持人、活動主持人、Podcaster。外號三三，生於臺灣省臺北縣，現居臺北市，畢業於靜修女中、長榮大學國際企業管理學系。現為正聲廣播公司電台主持人，主持節目有《十時好心情》、《今晚聽誰唱歌》、《幸福藏寶圖》，另外還有Podcast節目《三三來遲》。曾榮獲得第53屆廣播金鐘獎最佳社區節目獎及多次被提名廣播金鐘獎最佳主持人獎、節目獎。

## 職業生涯
大學時就讀的是長榮大學國際企業管理學系，並非出身自媒體相關科系。在就學期間，透過參與學校電台「長榮之聲」的實習機會，開始接觸媒體產業。
2014年暑假於正聲廣播公司實習，畢業後參加正聲廣播公司新人招募考試，並正式加入該電台。
2018年，憑藉著《幸福藏寶圖》節目獲得第53屆廣播金鐘獎最佳社區節目獎。
2020年開始製作個人的Podcast節目《三三來遲》。

## 個人生活
2021年，思安與饒舌歌手韓森在於台北市圓山大飯店舉行婚禮，同年生下一子。婚後仍持續活躍於社群媒體，因分享穿著比基尼的照片而獲網友稱為「DJ人妻辣媽」。

## 主持節目

### 廣播電台
電台節目FM104.1
- 週一至週五晚間10點《十時好心情》[9]
- 週四晚間11點-12點《今晚聽誰唱歌》[10]
- 週日早上8點《幸福藏寶圖》[11]

### Podcast節目
- 《三三來遲》[12]

## 經歷
- 正聲廣播公司2017年國父紀念館《我為你歌唱‧星光傳愛》演唱會正聲中時《公益之星》校園歌唱比賽
- 正聲廣播公司2017年校園新聲獎活動主持
- 2017好齡感生活節外場主持國際同際會活動外場主持
- 2018年CMI中華賓士集團雜誌活動
- 2018、2019年度青年職涯領航計畫講座主持愛爾康講座主持
- 台北市中山堂廣場音樂節主持
- 2019年第54屆廣播金鐘獎頒獎人

## 獎項與提名
| 年份 | 頒獎典禮         | 獎項                 | 入圍項目       | 結果 | 備註          |
| ---- | ---------------- | -------------------- | -------------- | ---- | ------------- |
| 2017 | 第52屆廣播金鐘獎 | 最佳社區節目主持人獎 | 《幸福藏寶圖》 | 提名 | [ 13 ]        |
| 2018 | 第53屆廣播金鐘獎 | 最佳社區節目主持人獎 | 《幸福藏寶圖》 | 提名 | [ 14 ]        |
| 2018 | 第53屆廣播金鐘獎 | 最佳社區節目獎       | 《幸福藏寶圖》 | 獲獎 | [ 15 ] [ 16 ] |
| 2019 | 第54屆廣播金鐘獎 | 最佳社區節目獎       | 《幸福藏寶圖》 | 提名 | [ 17 ]        |
| 2019 | 第54屆廣播金鐘獎 | 最佳社區節目主持人獎 | 《幸福藏寶圖》 | 提名 |               |
| 2020 | 第55屆廣播金鐘獎 | 最佳社區節目主持人獎 | 《幸福藏寶圖》 | 提名 | [ 18 ]        |
| 2021 | 第56屆廣播金鐘獎 | 最佳社區節目獎       | 《幸福藏寶圖》 | 提名 | [ 19 ]        |
| 2024 | 第59屆廣播金鐘獎 | 最佳社區節目獎       | 《幸福藏寶圖》 | 提名 | [ 20 ]        |
| 2024 | 第59屆廣播金鐘獎 | 最佳社區節目主持人獎 | 《幸福藏寶圖》 | 提名 | [ 21 ]        |

## 外部連結
- 陳思安的Facebook專頁
- 陳思安的Instagram帳戶
- YouTube上的陳思安頻道